# Jon Horford
Jonathon Kelly Horford, detto Jon (Lansing, 16 ottobre 1991), è un ex cestista statunitense.

## Biografia
È il figlio di Tito Horford e fratello di Al Horford, a loro volta cestisti.

## Statistiche

### College
| Anno      | Squadra             | PG  | PT | MP   | TC%  | 3P%  | TL%  | RP  | AP  | PRP | SP  | PP  |
| --------- | ------------------- | --- | -- | ---- | ---- | ---- | ---- | --- | --- | --- | --- | --- |
| 2010-2011 | Michigan Wolverines | 29  | 0  | 6,8  | 47,8 | 12,5 | 72,2 | 2,0 | 0,1 | 0,0 | 0,4 | 2,0 |
| 2011-2012 | Michigan Wolverines | 9   | 1  | 10,8 | 52,9 | -    | 85,7 | 3,6 | 0,1 | 0,3 | 1,0 | 2,7 |
| 2012-2013 | Michigan Wolverines | 32  | 4  | 8,8  | 57,6 | -    | 70,4 | 2,2 | 0,3 | 0,3 | 0,5 | 2,7 |
| 2013-2014 | Michigan Wolverines | 37  | 7  | 13,8 | 56,4 | 0,0  | 65,4 | 4,2 | 0,5 | 0,3 | 0,7 | 3,8 |
| 2014-2015 | Florida Gators      | 31  | 28 | 20,0 | 48,4 | 25,5 | 78,0 | 4,8 | 0,3 | 0,3 | 0,9 | 6,5 |
| Carriera  | Carriera            | 138 | 40 | 12,4 | 52,2 | 23,0 | 73,1 | 3,4 | 0,3 | 0,2 | 0,6 | 3,7 |

### G League

#### Regular Season
| Anno      | Squadra         | PG | PT | MP   | TC%  | 3P%  | TL%  | RP  | AP  | PRP | SP  | PP  |
| --------- | --------------- | -- | -- | ---- | ---- | ---- | ---- | --- | --- | --- | --- | --- |
| 2015-2016 | Canton Charge   | 32 | 18 | 18,6 | 39,6 | 23,8 | 70,0 | 7,0 | 0,9 | 0,7 | 0,4 | 4,3 |
| 2016-2017 | Canton Charge   | 6  | 0  | 11,4 | 66,7 | 100  | 100  | 3,3 | 0,7 | 0,2 | 0,2 | 2,5 |
| 2017-2018 | G. Rapids Drive | 34 | 6  | 18,0 | 51,3 | 16,7 | 70,6 | 6,7 | 1,3 | 0,4 | 0,5 | 4,4 |
| 2018-2019 | G. Rapids Drive | 21 | 8  | 17,5 | 50,0 | 27,3 | 76,9 | 7,1 | 1,0 | 0,3 | 0,4 | 3,7 |
| Carriera  | Carriera        | 93 | 32 | 17,7 | 46,4 | 23,6 | 72,5 | 6,7 | 1,1 | 0,3 | 0,4 | 4,1 |

#### Playoffs
| Anno     | Squadra         | PG | PT | MP   | TC%  | 3P%  | TL% | RP  | AP  | PRP | SP  | PP  |
| -------- | --------------- | -- | -- | ---- | ---- | ---- | --- | --- | --- | --- | --- | --- |
| 2016     | Canton Charge   | 3  | 1  | 16,7 | 44,4 | 40,0 | -   | 5,0 | 0,3 | 0,0 | 0,7 | 6,0 |
| 2018     | G. Rapids Drive | 1  | 0  | 12,4 | 50,0 | -    | -   | 3,0 | 0,0 | 0,0 | 0,0 | 2,0 |
| 2019     | G. Rapids Drive | 1  | 0  | 3,8  | -    | -    | -   | 0,0 | 0,0 | 0,0 | 0,0 | 0,0 |
| Carriera | Carriera        | 5  | 1  | 13,2 | 45,0 | 40,0 | -   | 3,6 | 0,2 | 0,0 | 0,4 | 4,0 |